# Uma Berloic
Uma Berloic, também conhecido como Umaberloic, é um suco localizado no posto administrativo de Alas, no município de Manufahi, em Timor-Leste. Em 2022, o suco tinha 1.889 habitantes, dos quais 995 são homens e 894 são mulheres.

## História
Não se sabe muito sobre os eventos passados em Uma Berloic.
Em 1978, a população reuniu-se nas aldeias de Colocau e Besusu quando os invasores indonésios atacaram. Centenas de civis morreram de fome e doenças porque não podiam sair das aldeias. Entre eles estavam 50 refugiados só de Turiscai.
No final de 1979, existia um campo de internamento indonésio em Besusu para timorenses que seriam realocados pelas forças de ocupação para melhor controlo.

## Aldeias
- Baria-Laran
- Colocau
- Culuhun
- Uma Feric[3]